# Dollar Mambo
Dollar Mambo – zum Teil auch in der spanischen Schreibweise Dólar Mambo – ist ein Spielfilm des mexikanischen Regisseurs Paul Leduc. Bis auf eine scheinbar eigenständige Rahmenhandlung, die Aufführung eines Bauchredners, kommt der Film völlig ohne Sprache aus, sondern erzählt seine Geschichte über Gewalt während der US-Invasion in Panama 1989 nur durch Tanz, Gesten und Musik. Die Darstellung ist dementsprechend nicht immer realistisch, sondern zum Teil symbolisch; Gefühle und Beziehungen werden getanzt, die US-Soldaten tragen im Nachtclub Gasmasken, und Musik und Tanz spielen generell die tragenden Rollen.
Der Film wurde am 18. November 1993 beim London Film Festival gezeigt und erschien offiziell erst am 18. Oktober 1995 in Frankreich.

## Handlung
In Prolog und Epilog unterhält sich ein Bauchredner mit seiner Puppe darüber, dass sie eigentlich über „nichts“ reden würden.
In der eigentlichen Geschichte vergnügen sich in einem Nachtclub in Panama Hafenarbeiter, Arbeitslose, kleine Ganoven und junge Leute an den Nummern und Aufführungen der leichtbekleideten Tänzerinnen, Künstler usw. Plötzlich dringen US-Soldaten in das Lokal ein und vergewaltigen schließlich eine Mambotänzerin.

## Kritik
„Ein auf der US-amerikanischen Invasion in Panama 1989 fußendes, zugleich überaus sinnliches wie hochpolitisches Musical. Seine aus einfachen Mitteln entwickelte, überbordende Filmsprache, die fast ohne gesprochene Worte auskommt, vertraut ganz der Kraft ihrer Bilder und der Dynamik der Fantasie.“